# Laurentius Laurentii
Laurentius Laurentii (eller Lorenz Lorenzen), föddes som borgarson den 8 juni 1660 i Husum i Schleswig, Tyskland, död 29 maj 1722. Efter studier i Rostock bedrev han musikstudier i Kiel. Blev sedan organist i Bremens domkyrka och utgivare av psalmtexter med pietistisk hållning.
Han finns representerad som psalmförfattare i danska Psalmebog for Kirke og Hjem och i svenska  Den svenska psalmboken 1986 med originaltexten till (nr 316) på tyska: "Ermuntert euch, ihr Frommen" . Den hade från början 6 verser, men är nu nedkortad till 4 verser. Psalmen är inspirerad av Jesu liknelse i Matt 25 om de 5 oförståndiga brudtärnorna ( jungfrurna) och de 5 kloka, som väntar på att möta Brudgummen (Kristus).

## Psalmer
- Nu dagen är till ända (1986 nr 316) skriven 1700

## Fotnoter
1. ↑  Se registrering av Laurentius Laurentii i Rostocker Matrikelportal